# Betriebsbahnhof Vorgarten

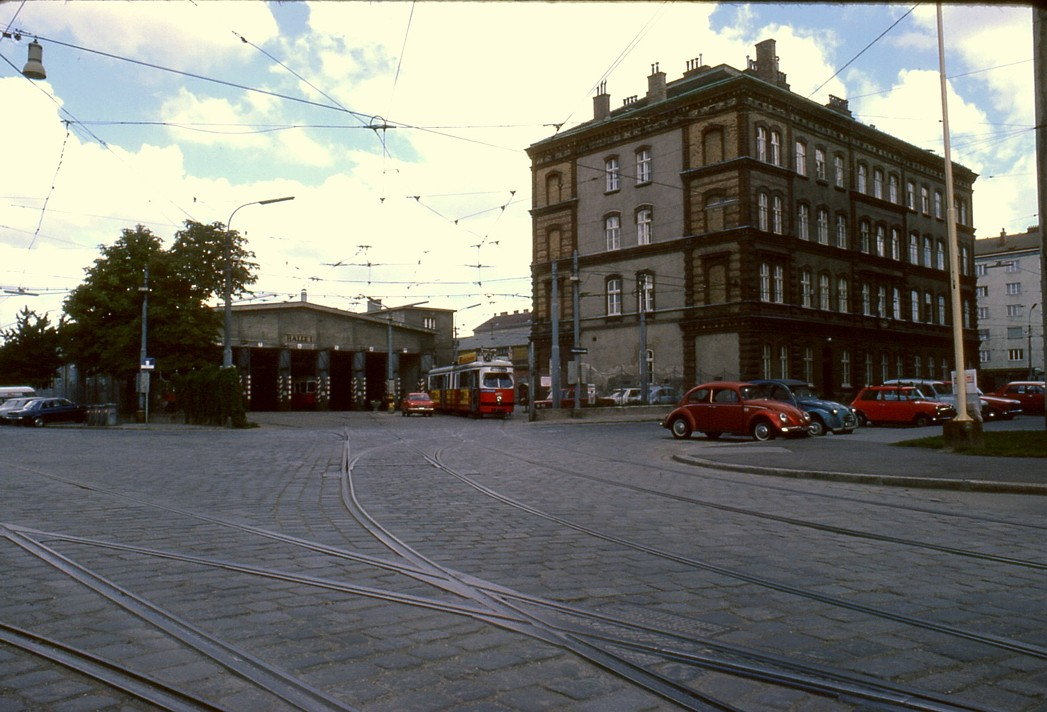
Einfahrt zum Betriebsbahnhof Ecke Vorgartenstraße/Walcherstraße (1979)

Der Betriebsbahnhof Vorgarten war eine Remisenanlage der Wiener Straßenbahn im 2. Wiener Gemeindebezirk Leopoldstadt.

## Lage und Nutzung

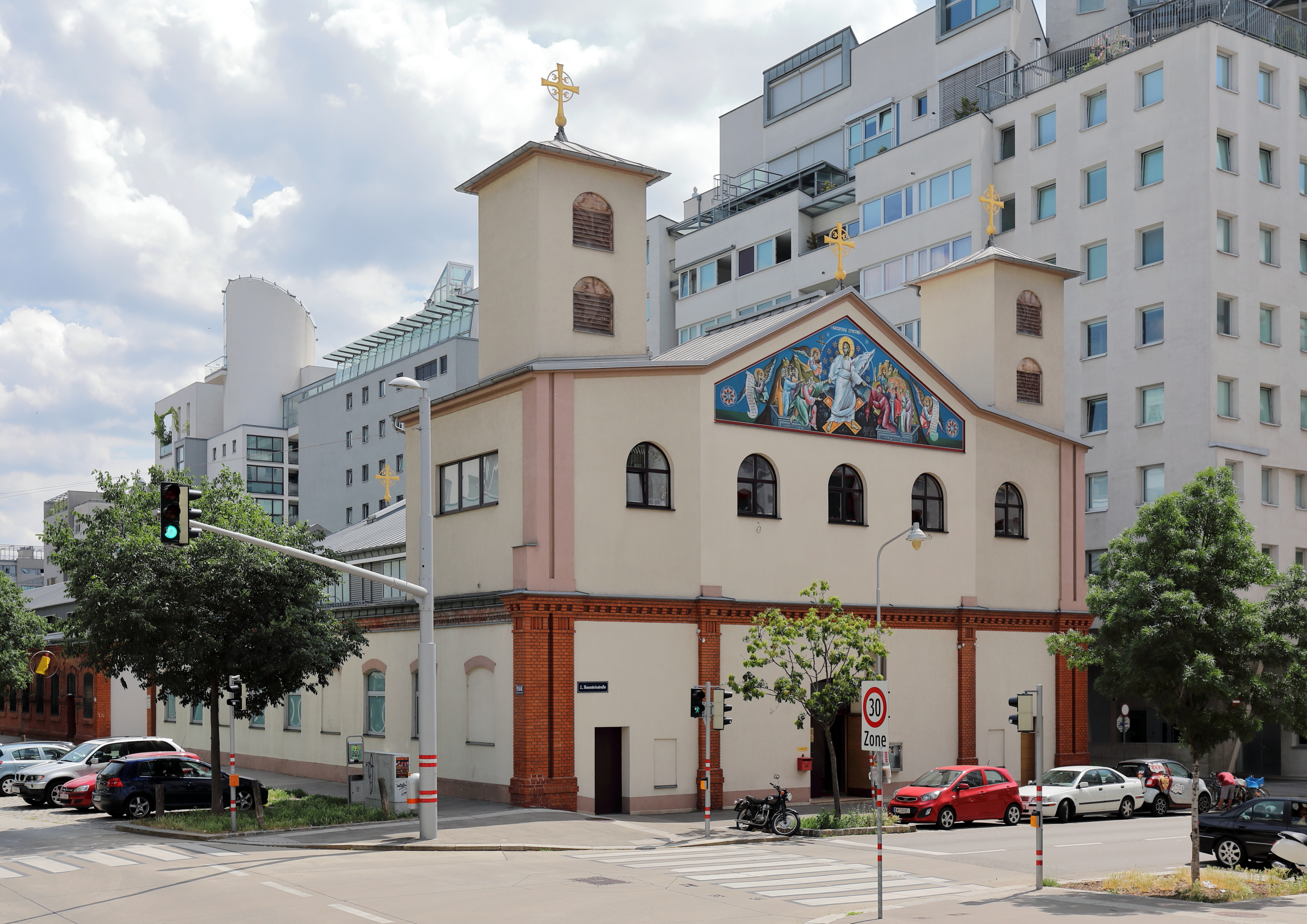
Serbisch-Orthodoxe Auferstehungskirche in der ehemaligen Remise an der Engerthstraße

Der Betriebsbahnhof befand sich im Bereich zwischen Vorgartenstraße, Walcherstraße, Engerthstraße und Weschelstraße und hatte die Anschrift Walcherstraße 5. Auf dem ausgedehnten Gelände befanden sich mehrere Remisen, Busgaragen, Gleisschleifen und Abstellgleise unter freiem Himmel. Mehrere Gleisharfen und Wendeschleifen ermöglichten das Wenden und Rangieren der Züge und einzelnen Fahrzeuge. Die langen Gleisstrecken des Betriebsbahnhofs wurden nach Einstellung der Linie 80 zum Lusthaus auch als Fahrschulstrecken und Testgleise verwendet. Auch überzählige und zur Kassierung bereite Fahrzeuge wurden hier abgestellt.
Der Betriebsbahnhof beherbergte im Lauf seiner Geschichte die Züge der Linien 1, 5, 22, 25R, 25K, 26, A, Ak, B und Bk. Von hier aus wurden u. a. Fahrzeuge der Typen E, G, M und B eingesetzt.

## Geschichte
Der Betriebsbahnhof wurde von der privaten Wiener Tramwaygesellschaft aus Anlass der Einführung des elektrischen Betriebes auf der Transversallinie, der heutigen Linie 5, errichtet und am 28. Jänner 1897 eröffnet. Die Halle I des Betriebsbahnhofes wurde bei Bombardements 1945 zerstört und im Jahr 1948 wieder aufgebaut.
Mit der Einstellung des Straßenbahnverkehrs über die Reichsbrücke und in der Lasallestraße in Folge der Eröffnung der U-Bahnlinie U1 nach Kagran wurde der Bahnhof Vorgarten am 11. November 1982 geschlossen.
Das Gelände des ehemaligen Betriebsbahnhofs wurde mittlerweile verbaut, teilweise wurden die alten Remisen in die Bebauung mit einbezogen. In den ehemaligen Hallen der Busgarage findet sich heute eine Hofer-Filiale.

## Bildergalerie

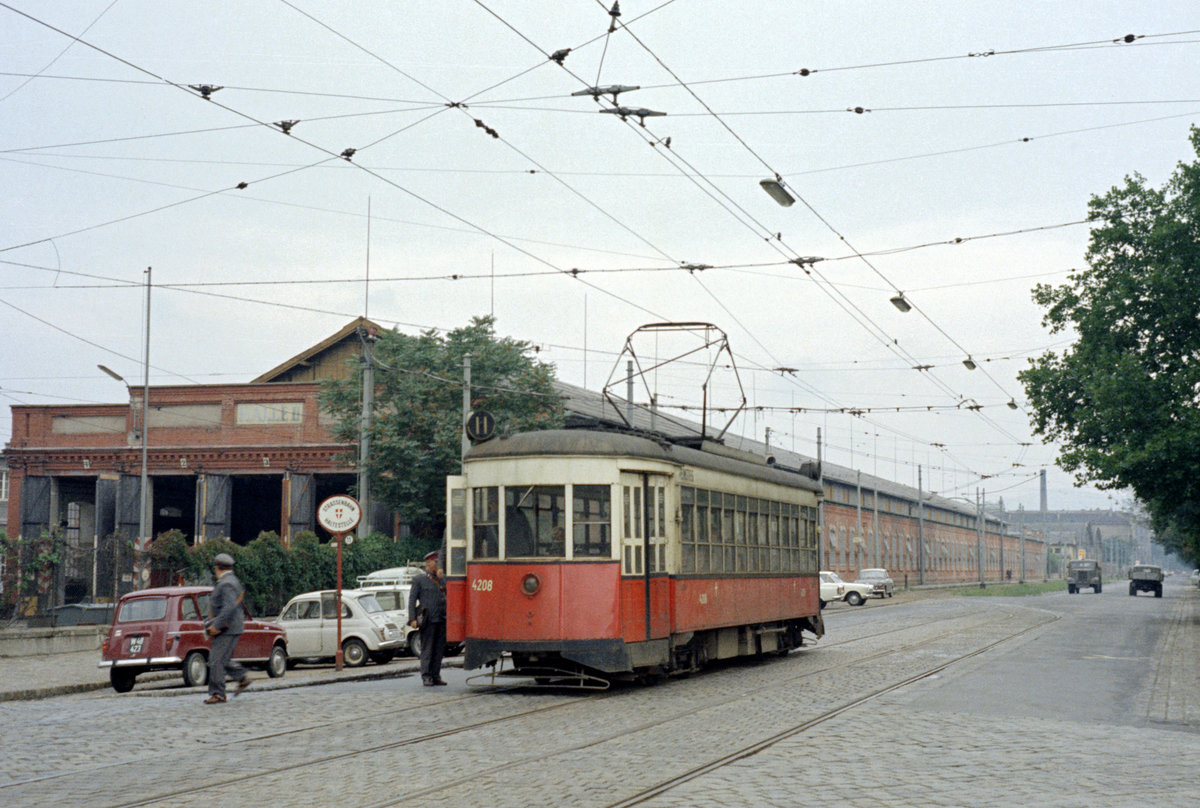
Halle 2 mit Type Z in der Engerthstraße (1965)
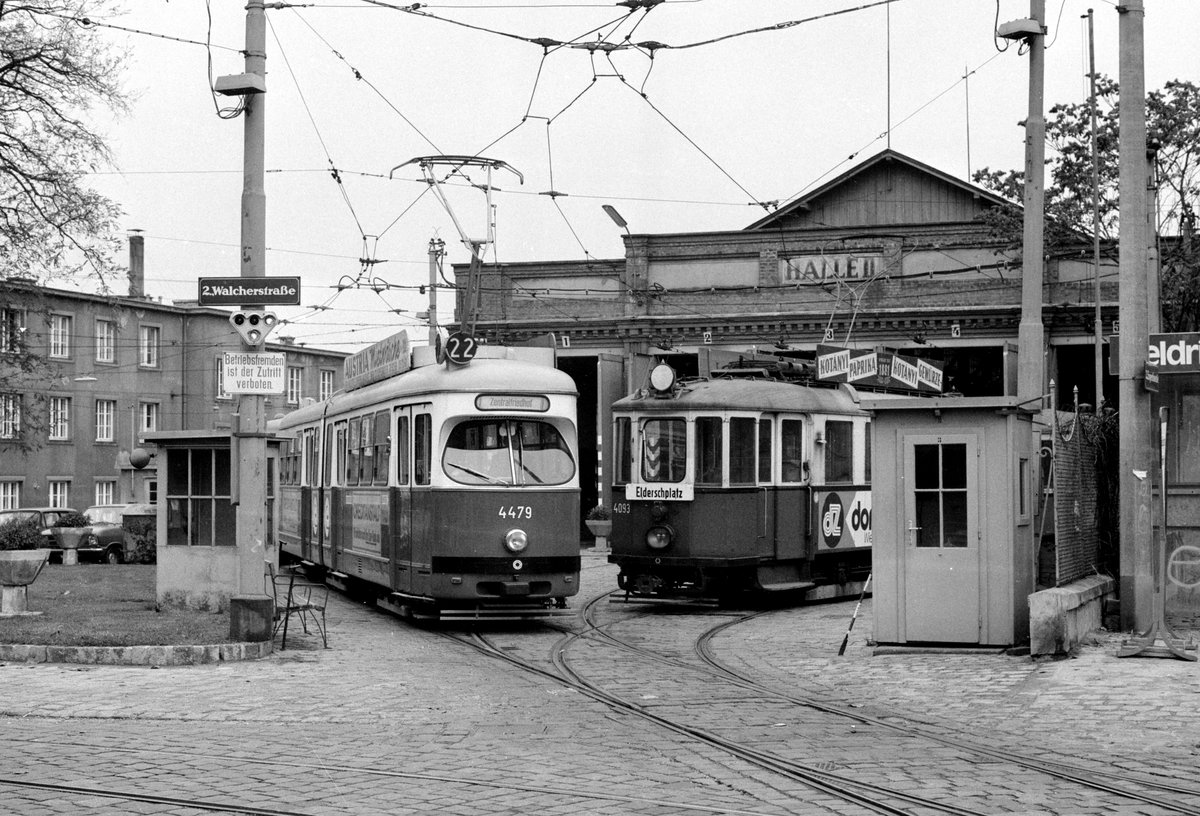
Ausfahrt vor Halle II (Ecke Walcherstraße/Engerthstraße) (1976)
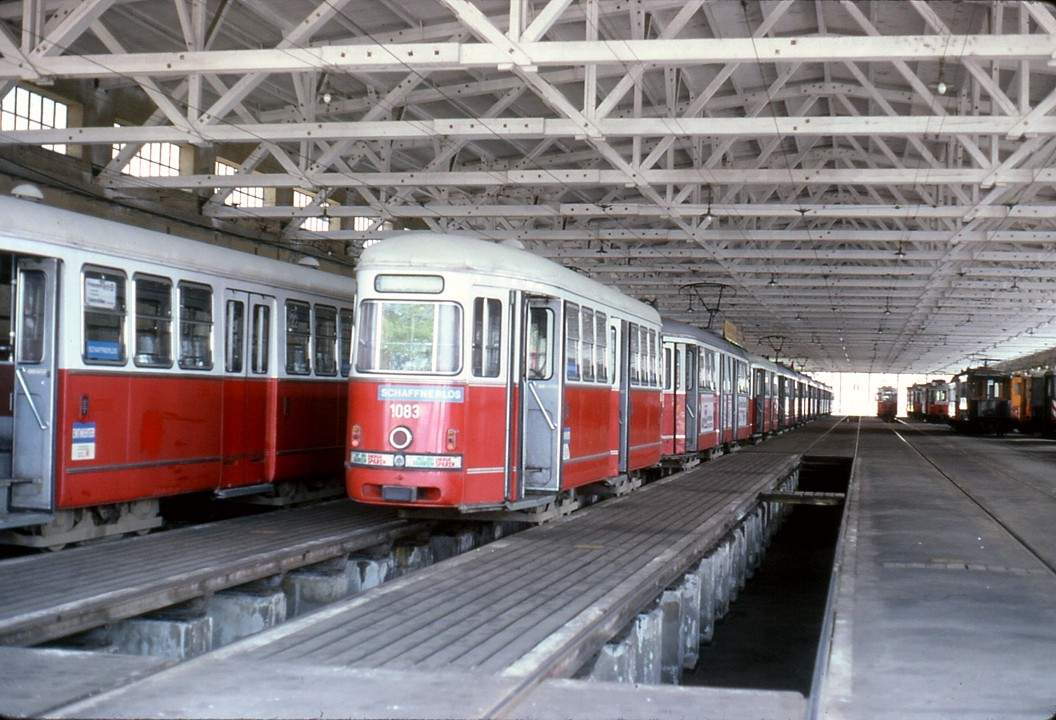
Blick in eine der Hallen (1982)
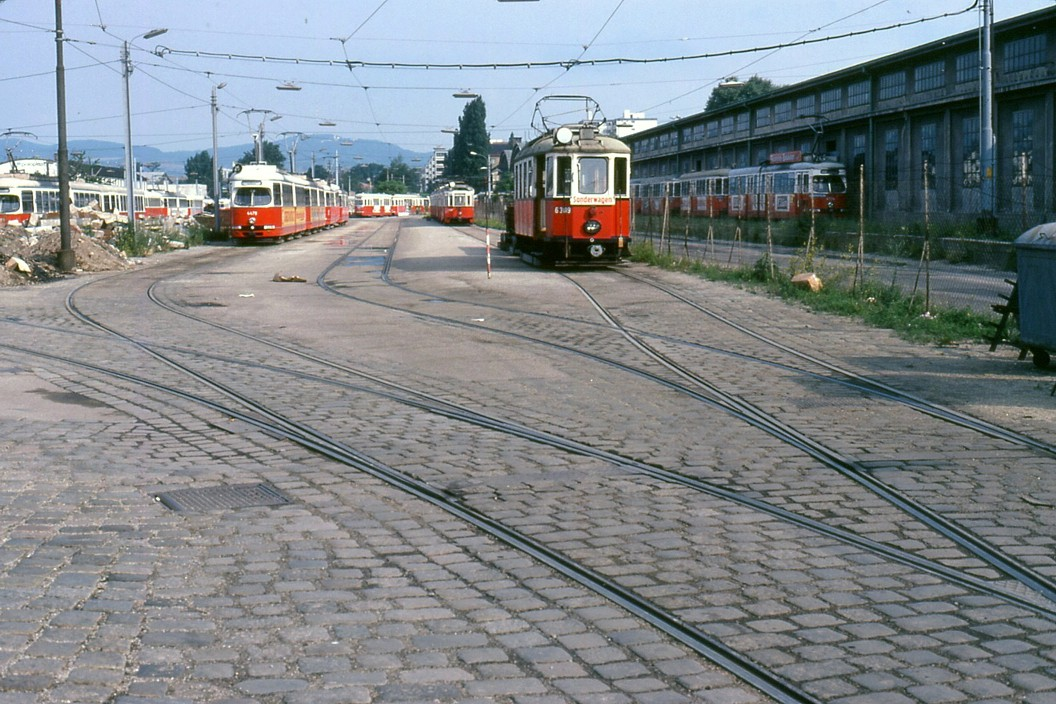
Freiluft-Abstellgleise (1980)
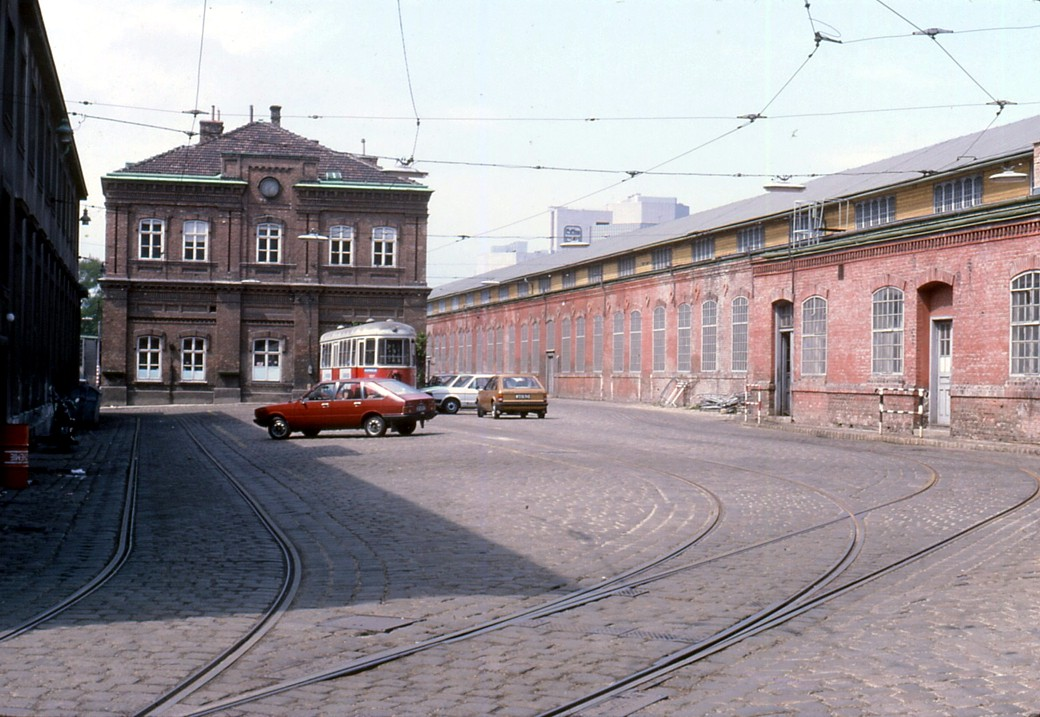
Blick in den Betriebsbahnhof (1982)
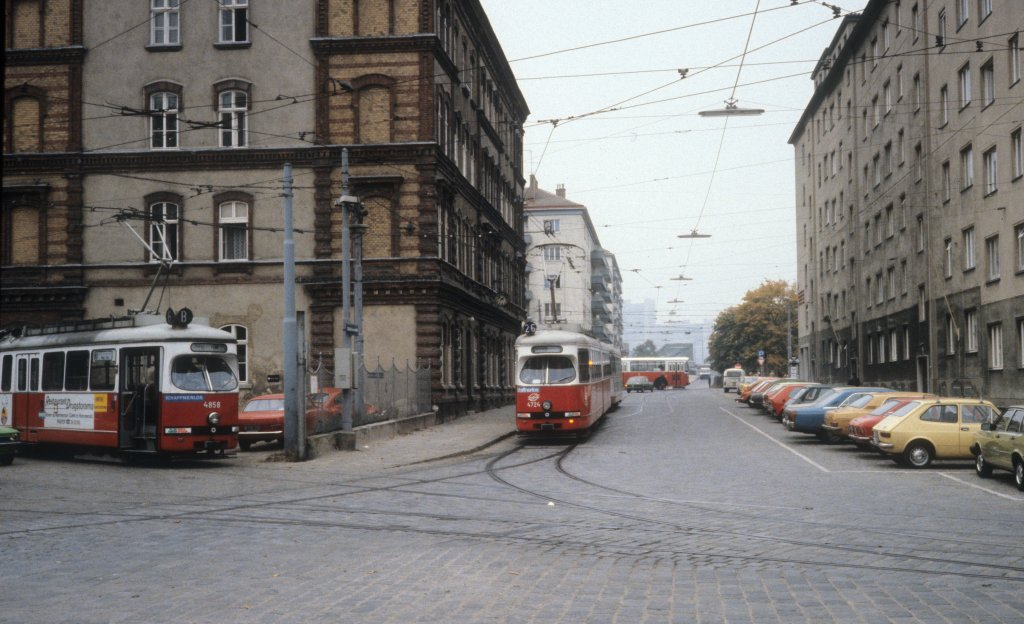
Ausfahrt Seite Vorgartenstraße, Blick in die Walcherstraße (1979)
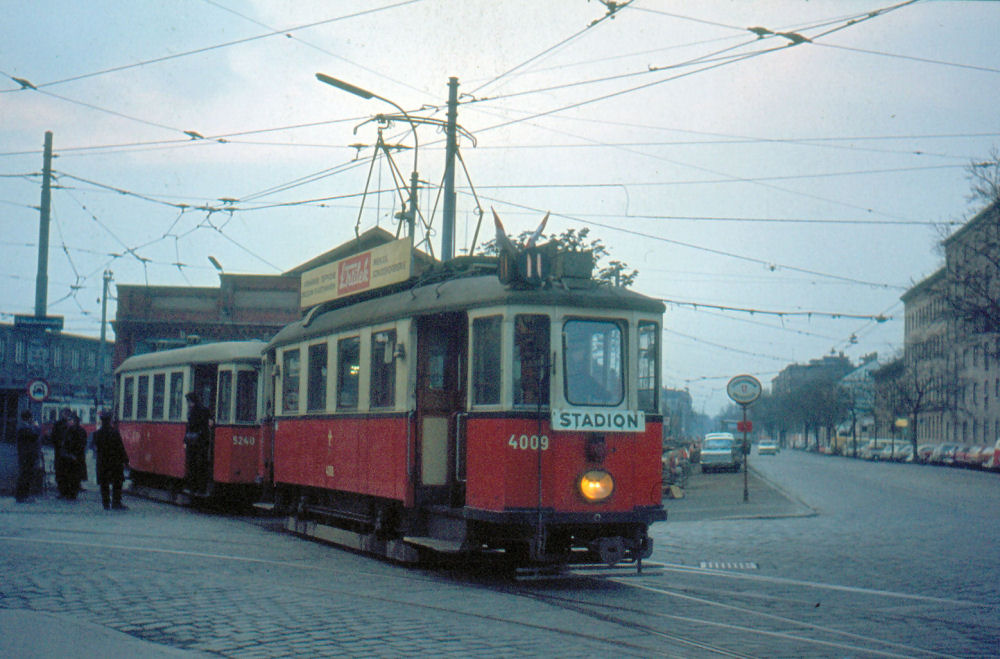
Ausfahrt vom Betriebsbahnhof in die Engerthstraße (1973)
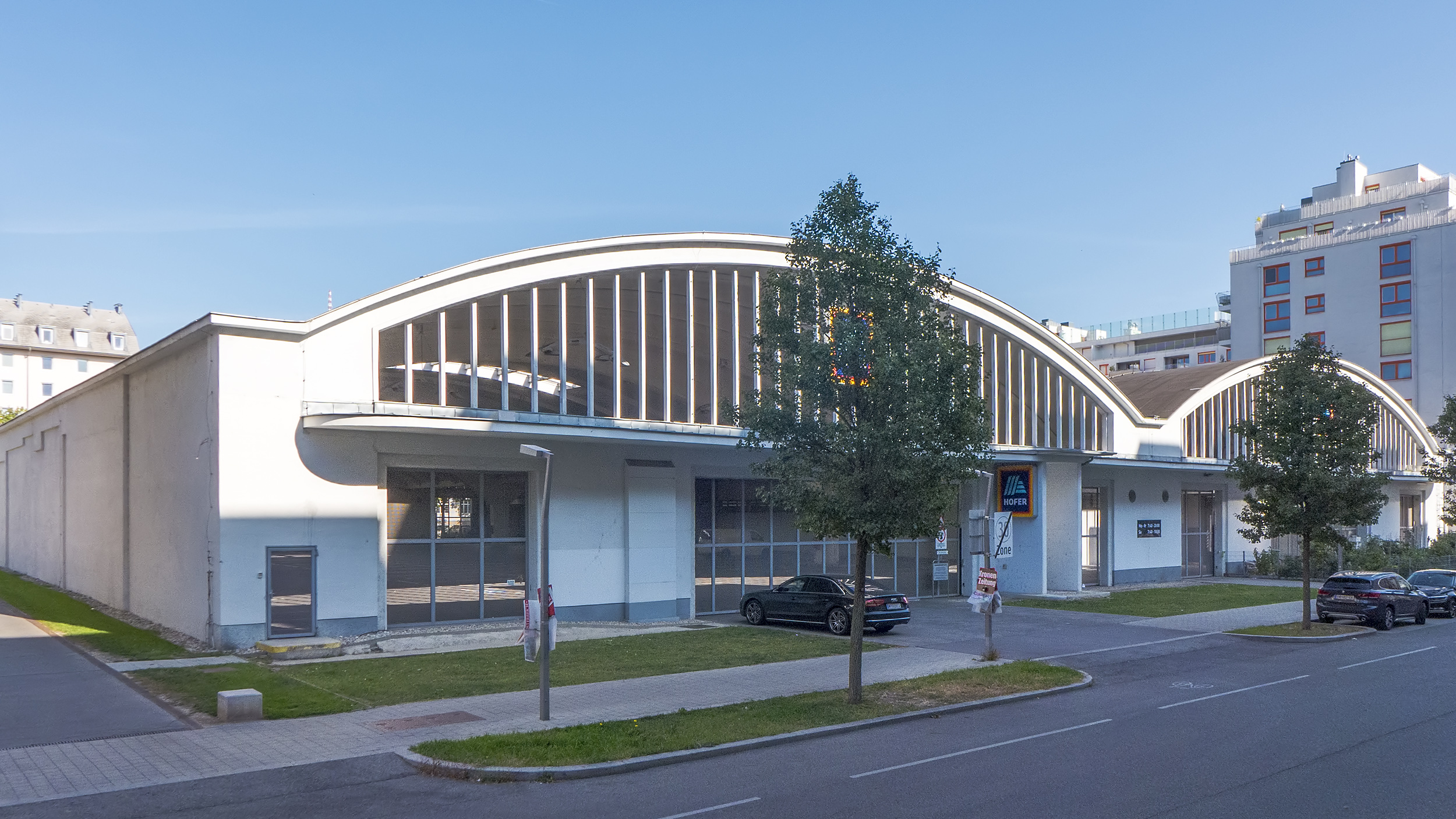
Ehemalige Busgaragen des Betriebsbahnhofs